# Sinamec
Sinamec is een Nederlands historisch merk van hulpmotoren, geproduceerd door de Machinefabriek Mechanica in Delft van 1949 tot 1951.
Dit Nederlandse bedrijfje van F. Spangler leverde vanaf 1949 enige tijd 34cc-naafmotortjes die aanvankelijk onder de naam Mechanica werden verkocht. Deze konden in een bestaand fietswiel worden gemonteerd maar werden ook kant-en-klaar in een verstevigde velg geleverd. De Mechanica had aanvankelijk een cilinder die links van het wiel zat en dezelfde maatvoering had als de Speedwheel van J.J. Geesink. 
In 1949 kwam er echter al een verbeterde versie. In 1950 veranderde de naam in Sinamec (samengesteld uit Sieberg, naaf en Mechanica). Sieberg was de geldschieter van het bedrijf. Toen deze in 1951 overleed eindigde ook de productie.